# Cosa caribaea
Cosa caribaea är en musselart som först beskrevs av Carpenter 1864.  Cosa caribaea ingår i släktet Cosa och familjen Philobryidae. Inga underarter finns listade i Catalogue of Life.